# Palm Springs (film)
Palm Springs er en amerikansk romantisk science fiction-komediefilm instrueret af Max Barbakow med manuskript af Andy Siara efter en historie af Siara of Barbakow.
Filmen har Andy Samberg, Cristin Milioti, Peter Gallagher og J. K. Simmons i hovedrollerne, og følger to fremmede der mødes til et bryllup i Palm Springs, hvor de bliver fanget i en tidssløjfe.
Filmen havde verdenspremiere ved Sundance Film Festival den 26. januar 2020 og blev udgivet i udvalgte biografer af Neon og digitalt på Hulu den 10. juli 2020.
Palm Springs blev nomineret til to priser ved Golden Globe Awards 2020-21 nemlig bedste film - musical eller komedie og bedste skuespiller - musical eller komedie til Samberg.

## Produktion
Instruktør Max Barbakow og manuskriptforfatter Andy Siara fik idéen til filmen, mens de var elever på American Film Institute, "med lige øje med jungianske filosofiske ideer og den pragmatiske betydning af at skrive en film med et lille budget, der ville være let at producere."
Da Siara fortsatte med at skrive til tv-showet Lodge 49, udviklede de manuskriptet til et mere ambitiøst projekt med en sci-fi-kant.
Mens En ny dag truer var et fundamentalt vigtigt udgangspunkt for brugen af en tidssløjfe i en romantisk komedie, vidste Barbakow og Siara, at de havde brug for at distancere deres manuskript fra filmen.
Dette førte til at at Nyles allerede er i tidssløjfen i starten af filmen, hvilket gjorde at filmen, ifølge Siara, var en "efterfølger til en film der ikke eksisterer" og derefter tilføje Sarah som en anden karakter i sløjfen for at tjene som et navigationspunkt til publikum.
Projektet blev annonceret i november 2018, efter at det sikrede sig en skattegodtgørelse til at filme i Californien, men på grund af begrænsningerne i denne skattegodtgørelse blev de tvunget til at filme i Los Angeles-området snarere end i Palm Springs.
Andy Samberg blev annonceret til at spille med i filmen.
I marts 2019 blev Cristin Milloti og J. K. Simmons tilføjet til rollelisten. Camila Mendes blev tilføjet i april samme år.
Optagelserne startede i april 2019 og varede i 21 dage.